# Copenhagen Half Marathon
Copenhagen Half Marathon (CPHhalf) arrangeres af Sparta Atletik & Motion og Dansk Atletik Forbund med støtte fra Nordea-fonden og i samarbejde med Sport Event Denmark, Københavns Kommune, Frederiksberg Kommune og Wonderful Copenhagen. Første udgave blev afholdt søndag d. 13. september 2015.
Der var ved dette løb tilmeldt 23.787 personer.

## Vindere
Nøgle:
      Løbsrekord
| Årstal | Mænd                                | Tid                                 | Kvinder                             | Tid                                 |
| ------ | ----------------------------------- | ----------------------------------- | ----------------------------------- | ----------------------------------- |
| 2015   | Bedan Karoki Muchiri (KEN)          | 00:59:14                            | Purity Cherotich Rionoripo (KEN)    | 01:08:29                            |
| 2016   | James Mwangi Wangari (KEN)          | 00:59:07                            | Hiwot Gebrekidan Gebremaryam (ETH)  | 01:08:00                            |
| 2017   | Abraham Cheroben (BHR)              | 00:58:40                            | Eunice Chebichii Chumba (BHR)       | 01:06:11                            |
| 2018   | Daniel Kipchumba (KEN)              | 00:59:06                            | Sifan Hassan (NLD)                  | 01:05:15                            |
| 2019   | Geoffrey Kamworor (KEN)             | 00:58:01                            | Birhane Dibaba Adugna (ETH)         | 01:05:57                            |
| 2020   | AFLYST pga. Corona COVID-19 epidemi | AFLYST pga. Corona COVID-19 epidemi | AFLYST pga. Corona COVID-19 epidemi | AFLYST pga. Corona COVID-19 epidemi |
| 2021   | Amdework Walalegn (ETH)             | 00:59:10                            | Tsehay Gemechu (ETH)                | 01:05:08                            |
| 2022   | Milkesa Mengesha (ETH)              | 00:58:58                            | Tadu Teshome (ETH)                  | 01:06:13                            |
| 2023   | Ed Cheserek (KEN)                   | 00:59:11                            | Irine Cheptai (KEN)                 | 01:05:53                            |